# Arlington (Kentucky)
Arlington ist eine Stadt in Carlisle County im äußersten Südwesten des Staates Kentucky in den USA gelegen. Das U.S. Census Bureau hat bei der Volkszählung 2020 eine Einwohnerzahl von 264 ermittelt.
Das Stadtgebiet erstreckt sich über etwa 1 km²; die Bevölkerungsdichte beträgt demnach 264 Einwohner/km².